# Guttipelopia guttipennis
Guttipelopia guttipennis är en tvåvingeart som först beskrevs av Wulp 1874.  Guttipelopia guttipennis ingår i släktet Guttipelopia och familjen fjädermyggor. Inga underarter finns listade i Catalogue of Life.